# Рауд, Кристьян
Кристьян Рауд (также Кристиан и Христиан эст. Kristjan Raud; 22 октября 1865, д. Кирику, Валкский уезд, Лифляндская губерния, Российская империя — 19 мая 1943, Ревель, Рейхскомиссариат Остланд) — эстонский художник, один из основателей Эстонского национального музея.

## Ранние годы
Родился 22 октября 1865 года в деревне Кирику (современная Кирикукюла) прихода Виру-Яагупи. У него был брат-близнец Пауль, впоследствии также ставший художником. Детство и юность обоих братьев прошли в деревне Мерикюла, где их отец Яан Рауд работал полевым объездчиком. Он рано умер.
В девятилетнем возрасте Кристьян поступил в сельскую школу, позднее учился в приходской школе и Раквереском уездном училище. Обучение велось на немецком языке. Дальнейшее образование Рауд продолжил в Тарту: сначала в реальном училище, а затем в учительской семинарии, занимавшейся подготовкой школьных преподавателей. Завершив учёбу в семинарии, некоторое время работал учителем в тартуской школе. В 1892 году он отправился в Санкт-Петербург.

## Становление художника
В российской столице молодого художника заметил известный мастер, основоположник эстонской живописи Иоганн Кёлер, посоветовавший ему поступить в Императорскую Академию художеств. Через четыре года, окончив учёбу в академии, Кристьян покинул Петербург и отправился в Германию, где проживал и учился сначала в академиях художеств Дюссельдорфа под руководством Эдуарда фон Гебгардта, а позднее  Мюнхена, совершенствуя свои навыки.
По возвращении в Тарту, организовал творческую студию для молодежи. В этот период он активно рисовал, писал статьи, совмещая это с преподаванием в студии и гимназии. Художник стал одним из инициаторов создания Эстонского национального музея в Тарту. В 1910 году увидел свет сборник стихотворений эстонского поэта Юхана Лийва, проиллюстрированный Кристьяном Райдом.
В 1914 году, с началом Первой мировой войны, художник переехал к брату в Таллин, где занимался преподаванием в школах, продолжая рисовать.

## В Эстонии

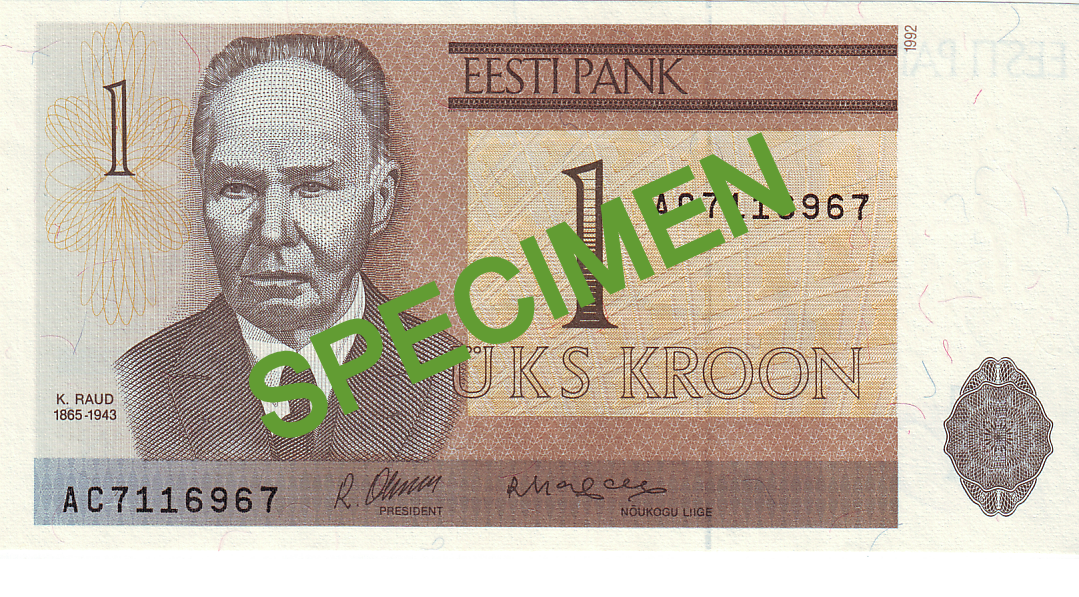
Портрет К. Рауда на 1 эстонской кроне

После революции остался в Эстонии. В 1919 году был избран председателем Эстонского музейного общества, а позднее стал его почётным членом. Также стал почётным членом союза художников.
В 1935 году Эстонское литературное общество организовало выпуск издания «Калевипоэга», проиллюстрировать которое было поручено Кристьяна Рауду. Работа над иллюстрациями к «Калевипоэгу» стала вершиной творчества художника. Им были созданы такие иллюстрации, как «Линда, носящая камни», «Похищение Линды», «Калевипоэг и девушка-островитянка», «Калевипоэг, бросающий камень», «Калевипоэг за пахотой», «Смерть Калевипоэга» и т. д.
Ателье художника располагалось в башне Нейтситорн.

## Смерть
Рауд занимался живописью до самой смерти, делая это даже в больнице. Он скончался 13 мая 1943 года в оккупированном немцами Таллине. Скромные похороны художника, ограничившиеся присутствием лишь родных и близких, состоялись на кладбище Рахумяэ.

## Личная жизнь
Жена — Эльвира, художник.
Дочь — Хельге Пихельга, художник.

## Память

Памятник художнику К. Рауду в парке Хирве

В 1968 году в Таллине в парке Хирве был установлен памятник Кристьяну Рауду. До 1 января 2011 года, когда Эстония сменила валюту с кроны на евро, портрет художника находился на лицевой части купюры достоинством в 1 крону.
31 марта 2008 года после двадцати четырёх лет работы был закрыт филиал Эстонского художественного музея - Дом-музей Кристьяна Рауда в Нымме.
В 1973 году в Эстонской ССР была учреждена премия имени Кристьяна Рауда (вручается и поныне).
Вошёл в составленный в 1999 году по результатам письменного и онлайн-голосования список 100 великих деятелей Эстонии XX века.